# 岡不崩
岡 不崩（おか ふほう、明治2年7月13日（1869年8月20日） - 昭和15年（1940年）7月29日）は、明治期から昭和期にかけて活動した日本画家。

## 来歴
明治2年（1869年）7月13日に福井県大野町に五人兄弟の四男として生まれる。本名は吉寿。幼名は又太郎といった。梅渓、不崩と号す。
明治13年（1880年）に上京し、麹町の番町小学校に入学する。明治17年（1884年）16歳の時に狩野友信に入門して洋画を学ぶ。当時は軍人志望であったが、鑑画会創立の頃から友信の紹介もあって狩野芳崖に師事し、本格的に日本画を習得している。有賀長雄宅での狩野永悳、芳崖、木村立嶽らの研究会に参加して学び、明治18年（1885年）の第1回鑑画会大会に岡梅渓の号で「山水」と「草花」を出品している。この鑑画会は新作画の研究発展のために特に少壮の画家たちを奨励しており、不崩は岡倉秋水、狩野忠信らとともに大いに発奮、研鑽する。また、常に芳崖の傍らにあって制作の助手を務め、東京美術学校の設立準備に尽力する芳崖の下で「大鷲図」下絵を手伝っている。
明治19年（1886年）1月に図画取調掛が発足すると、翌月から学校に通うように小石川植物園内の事務所に通った。岡倉天心とアーネスト・フェノロサは欧米に派遣されていたため、友信と芳崖が毎日植物園に出勤して彩色の研究を行っていたが、不崩は本多天城、秋水らと師の傍らで学んでいた。図画取調掛といっても芳崖や友信らを中心にして橋本雅邦、立嶽、山名貫義、狩野探美らが集まる画塾のような趣の部署であり、ここにおける研鑽が不崩にとっての画業の基礎となっていった。不崩は明治20年（1887年）3月に芳崖、友信らの妙義山行きに随伴する。フェノロサ不在中は鑑画会はほとんど休会状態であったが、時々河瀬秀治宅において開かれる小会に出席し、芳崖指導の下で色彩研究をしていた。しかし、明治21年（1888年）11月に東京美術学校開校の直前に芳崖が没したため、前途の指針をなくし、天心の勧めもあって同年の暮れに東京美術学校の入試を受け、翌明治22年（1889年）2月に第1回生として同校に入学する。開校したばかりの同校で不崩はフェノロサの講義を聞いたり、その年の夏は東北地方を漫遊する。明治23年（1890年）9月には高等師範学校講師に抜擢され、東京美術学校は1年8ヶ月で退学。その後、師範学校を明治28年（1895年）8月に退職した後、長崎の私立活水女学校の日本画講師となって九州へ赴いた。明治30年（1897年）には長崎の私立中学玖嶋学館教諭に就任している。
明治33年（1900年）に東京へ帰り、府立第二高等学校図画科教諭さらに第二高等女学校兼務となった。明治35年（1902年）に真美会を創立して再び活発な美術活動を展開し、明治40年（1907年）の東京勧業博覧会には委員となっている。生涯にわたって芳崖を敬慕、四天王のうち本多天城とは小石川久堅町で近所に住み交友を持続、前田錦楓らの同門弟子とも篤く親交があった。明治43年（1910年）には芳崖を回想した『しのぶ草』を刊行する。大正期にはそれまでの自らの作品を集め『不崩画集』を刊行したほか、上野公園の常盤華壇や白木屋において個展を開催するが、この頃から本草学の研究に打ち込むようになっていった。大正13年（1924年）、本草学における名著とされる『万葉草木稿』を著した。不崩は教育者としても知られており、永井荷風青年時代の絵の教師でもあった。昭和2年（1927年）頃に病を得て、昭和15年（1940年）7月29日に72歳で没した。

## 家族
妻のみち子は永見裕（元福井藩士、山形県職員）の娘で、父の勧めで宮城女学校在学中に岡と結婚した。永見家の離れに下宿していた高山樗牛は、美人で文才もあるみち子に恋心を抱き、みち子が嫁いだのちも手紙を送り続けた。みち子は岡と間に6人の子を儲けたが、5人の子を失い、1914年に病死した。

## 作品
| 作品名     | 技法         | 形状・員数 | 寸法（縦x横cm）  | 所有者         | 年代              | 落款・印章 | 備考 |
| ---------- | ------------ | ---------- | ---------------- | -------------- | ----------------- | ---------- | ---- |
| 朝顔遊蝶   | 紙本著色     | 1幅        | 58.9x39.4        | ボストン美術館 | 1880年代          |            |      |
| 楼閣山水図 | 紙本墨画     | 六曲一隻   | 136.7x272.4      | 下関市立美術館 |                   |            |      |
| 山水図     | 絹本著色     | 双幅       | 112.5x42.5（各） | 福井県立美術館 | 1916年（大正5年） |            |      |
| 晩秋山水   | 紙本金地墨画 | 六曲一双   | 170.5x360（各）  | 個人           | 1918年（大正7年） |            |      |
| 秋草花     | 絹本著色     |            | 130.5x50         | 個人           | 1918年（大正7年） |            |      |
| 雪中山水   | 絹本墨画淡彩 |            | 114.8x42.1       | 個人           | 大正期            |            |      |
| 菊花図     | 絹本著色     | 双幅       | 142.4×49.5（各） | 福井県立美術館 |                   |            |      |